# Nan of Fife
Nan of Fife est un yacht classique avec un gréement  de cotre aurique, dessiné et construit par l'architecte naval  écossais William Fife en 1896. Il est le plus ancien plan Fife encore naviguant actuellement. Il porte le numéro 15 sur sa grand-voile et navigue essentiellement en voilier-charter et aux régates classiques en méditerranée.

## Histoire
Nan a été lancé deux ans avant le célèbre Pen Duick d'Éric Tabarly. Il avait été commandé par l'irlandais Thomas Burrowes.
En 1998, Philippe Menhinick retrouve  Nan, le bateau qui avait appartenu à son grand-père  de 1948 à 1952. Il le rachète en mauvais état et décide sa restauration. Il renavigue depuis 2001.
En 2016, il participe aux Voiles de Saint-Tropez dans la catégorie Époque aurique (EAB) auprès d'un autre Fife, le Viola de 1908...

## Caractéristiques techniques
Cotre à coque, pont et mât en bois. Le mât est en 2  parties et porte une grand-voile à corne, un flèche,  un foc, une trinquette et un foc ballon au portant.sur bout-dehors.

## Sources
- Le Figaro, « Une belle histoire de famille derrière un plan Fife » (consulté le 11 mai 2013)